# Figaro och Cleo
Figaro och Cleo (engelska: Figaro and Cleo) är en amerikansk animerad kortfilm från 1943. Filmen är den första av tre filmer med katten Figaro i huvudrollen.

## Handling
Figaro gör allt vad han kan för att komma åt guldfisken Cleo som simmar runt i en glasskål. Men när Figaro råkar illa ut visar han sig dock trots allt vara en snäll katt.

## Om filmen
Filmens två huvudfigurer katten Figaro och guldfisken Cleo medverkade tidigare i mindre roller i Disneys långfilm Pinocchio från 1940.
I filmen förekommer en mörkhyad hushållerska, som i några TV-sändningar i USA klipptes bort helt och hållet.

### Svenska visningar
Filmen hade svensk premiär den 11 december 1944 på Sture-Teatern i Stockholm och ingick i kortfilmsprogrammet Kalle Anka på turné, tillsammans med de andra kortfilmerna Jan Långben som uppfinnare, Pluto i Brasilien, Kalle Anka får punktering, Pojkarnas paradis (ej Disney), Kalle Anka som luftbevakare och Jan Långben ohoj.
Filmen hade svensk nypremiär den 1 december 1956 på biografen Aveny i Göteborg och ingick i ett nytt kortfilmsprogram; Kalle Ankas snurriga gäng. Där ingick kortfilmerna Kalle Ankas kusin, Plutos lekkamrat, Kalle Ankas bättre jag, Kalle Ankas aktersnurra och Piff och Puff och Kalle Anka. Stockholmspremiären av kortfilmsprogrammet ägde rum 3 december samma år på Sture-Teatern.
Filmen finns sedan 1996 dubbad till svenska.

## Rollista
| Roll          | Originalröst     | Svensk röst |
| Figaro        | Clarence Nash    | ingen röst  |
| Hushållerskan | Lillian Randolph | Meta Roos   |